# Niger Poste
Niger Poste (Aussprache [niˈʒɛːʁ pɔst]) ist ein Postunternehmen in Niger. Es befindet sich überwiegend in Staatsbesitz.

## Geschichte

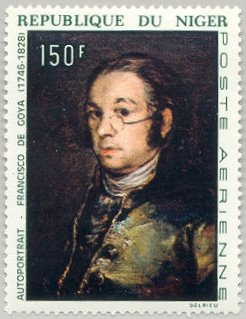
Briefmarke Nigers aus dem Jahr 1968 (mit einem Selbstbildnis Goyas)

Niger entwickelte im Zuge der Unabhängigkeit des Landes von Frankreich ein eigenes Postwesen. Als erste Vorgängerorganisation von Niger Poste wurde am 4. Juli 1959 der Office des Postes et Télécommunications (OPT) gegründet. 1961 erfolgte der Beitritt zum Weltpostverein. Der OPT wurde per Gesetz vom 27. August 1970 zum vollwertigen Staatsunternehmen. In der Regierung Nigers gab es eigene Postminister, zu denen Mouddour Zakara, Issa Ibrahim, Gabriel Cyrille, Mamadou Diallo Sory, Henri Dupuis-Yacouba und Daouda Diallo zählten. Von 1989 bis 1997 war Saïdou Sidibé Präsident des Verwaltungsrats des OPT.
Im Rahmen der Privatisierungsmaßnahmen während der Vierten Republik unter Staatspräsident Ibrahim Baré Maïnassara wurde der Bereich Telekommunikation 1996 ausgegliedert und mit einem anderen Unternehmen zur Société Nigérienne de Télécommunications (SONITEL) zusammengeschlossen, die 2016 durch Niger Telecom ersetzt wurde. Die im Staatseigentum verbliebenen Teile des OPT gingen am 6. Juni 1996 im Office National de la Poste et de l’Épargne (ONPE) auf, der die Rechtsform eines établissement public à caractère industriel et commercial erhielt.
Auf Grundlage eines Gesetzes vom 28. Juni 2005 wurde der ONPE im Jahr 2006 unter dem Namen Niger Poste in ein gemischtwirtschaftliches Unternehmen umgewandelt. Damit sollten private Investitionen ermöglicht werden. Allerdings erwarben nur Mitarbeiter von Niger Poste Anteile am Unternehmen, das überwiegend in Staatsbesitz verblieb.

## Organisation

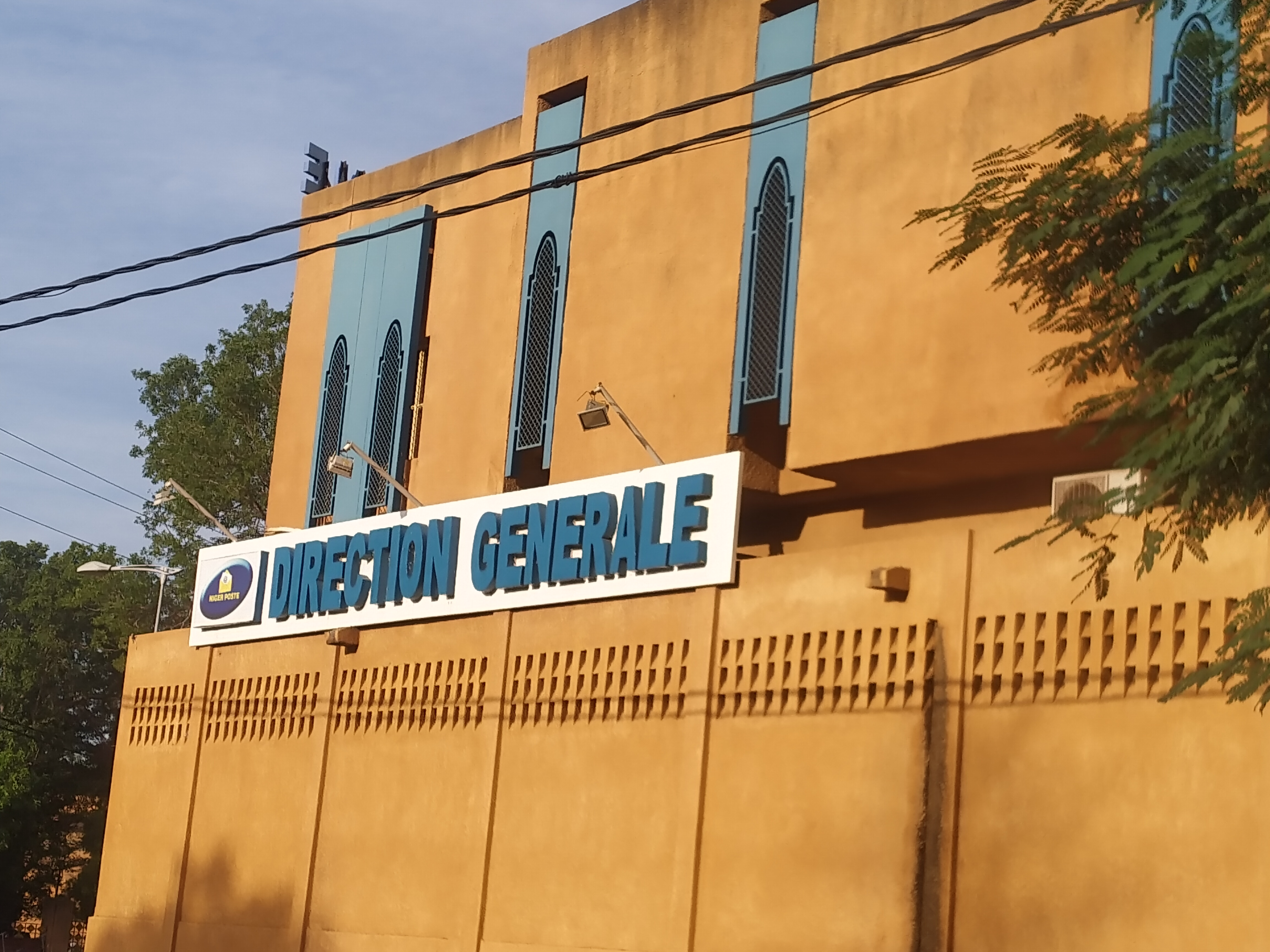
Generaldirektion von Niger Poste in Niamey (2022)

Der Sitz von Niger Poste ist in der Hauptstadt Niamey. Das Unternehmen betreibt landesweit 72 Postämter. An seiner Spitze steht ein Verwaltungsrat, dem ein Generaldirektor verantwortlich ist.
Der Generaldirektion unterstehen mehrere Fachdirektionen sowie vier Regionaldirektionen: 
- die Regionaldirektion Niamey (für alle Postämter in der Hauptstadt),
- die Regionaldirektion Ost (für alle Postämter in den Regionen Diffa, Maradi und Zinder),
- die Regionaldirektion West (für alle Postämter in den Regionen Dosso und Tillabéri) sowie
- die Regionaldirektion Zentrum/Nord (für alle Postämter in den Regionen Agadez und Tahoua).[10]